# Linia kolejowa Bydgoszcz Wąskotorowa – Koronowo Wąskotorowe
Linia kolejowa Bydgoszcz Wąskotorowa – Koronowo Wąskotorowe – działająca w latach 1895–1970 linia kolei wąskotorowej, łącząca Bydgoszcz z Koronowem. Na trasie odbywał się ruch zarówno towarowy, jak i osobowy (kolejka była często jedynym połączeniem „ze światem” dla małych miejscowości powiatu bydgoskiego). Pełniła ważną funkcję w turystyce regionalnej, dowożąc mieszkańców Bydgoszczy do kompleksów wypoczynkowych i sanatorium w Smukale i Opławcu. Linia biegła przez kilka przepraw na Kanale Bydgoskim i Brdzie, z czego na największą uwagę zasługuje most niedaleko Koronowa  – jeden z wyższych tego typu obiektów w Europie.
W dwudziestoleciu międzywojennym pociągi zatrzymywały się na stacjach: Koronowo, Okole, Kopalnia, Gościeradz, Wtelno, Morzewiec, Tryszczyn, Smukała, Opławiec, Czyzkówko, Bydgoszcz. Trasa liczyła 24 km i 530 metrów. Podróż trwała godzinę i 22 minuty.
Uruchomione w 1956 autobusy PKS i Krajowej Spółdzielni Komunikacyjnej stały się znaczącym konkurentem pociągów, co doprowadziło do zawieszenia ruchu pasażerskiego 30 września 1969.
W 2014 na odcinku od Gościeradza do Koronowa śladem dawnej kolejki wąskotorowej poprowadzona została ścieżka rowerowa. W ramach tej inwestycji dawny most kolejki na Brdzie został gruntownie wyremontowany i dostosowany do ruchu pieszo-rowerowego. Otwarcie drogi rowerowej nastąpiło 15 października 2014.